# Apura (geslacht)
Apura is een geslacht van vlinders van de familie bladrollers (Tortricidae), uit de onderfamilie Tortricinae.

## Soorten
- A. xanthosoma Turner, 1916
- A. xylodryas (Meyrick, 1927)